# Jean-Jacques Pignard
Pour les articles homonymes, voir Pignard.
Jean-Jacques Pignard, né le 15 avril 1947 à Villefranche-sur-Saône, est un écrivain et homme politique français, membre de l'Alliance centriste.

## Biographie
Passionné par l'histoire et le spectacle vivant, Jean-Jacques Pignard se fait remarquer en réalisant un spectacle son et lumières lors du centenaire de la mort de Lamartine en 1969, au château de Monceau.
Agrégé d'histoire en 1973, Jean-Jacques Pignard est chargé de mission auprès du secrétariat d'État au Tourisme, Gérard Ducray, la même année. Il publie alors un rapport sur le tourisme culturel.
Revenu à Villefranche, il devient professeur d'histoire et, après des spectacles de café-théâtre, il écrit Ville à vivre, pièce mise en scène par Jean Collomb en mars 1982.
Il est élu maire de Villefranche-sur-Saône en mars 1989 sous l'étiquette UDF, poste qu'il occupe jusqu'en mars 2008, date à laquelle il décide de ne pas se représenter après trois mandats consécutifs. Jean-Jacques Pignard est vice-président du conseil général du Rhône chargé de la Culture et des Affaires étrangères. Il a également été président de l'Association des maires du Rhône.
Le 24 juillet 2009, il devient sénateur du Rhône, en remplacement de Michel Mercier nommé au gouvernement. Il siège au groupe de l'Union centriste. Le 16 juin 2012, il quitte le Sénat après la fin des fonctions ministérielles de Michel Mercier qui retrouve alors les bancs de la Haute Assemblée. 
Il redevient sénateur le 23 avril 2014, à la suite de la démission de Michel Mercier. Son mandat prend fin le 30 septembre suivant, après les élections sénatoriales auxquelles il ne s'est pas représenté. 
Enfin, à l'issue des élections départementales de mars 2015, il quitte son dernier mandat de conseiller général.

## Synthèse des mandats
- 1989-2008 : Maire de Villefranche-sur-Saône[3]
- 1994-2015 : Conseiller général pour le canton de Villefranche-sur-Saône
- 2009-2012 et 2014 : Sénateur du Rhône